# سفیدبرفی (فیلم ۲۰۱۲)
سفیدبرفی (اسپانیایی: Blancanieves‎)، فیلمی در ژانر فانتزی، درام و صامت به کارگردانی پابلو برگر است که در سال ۲۰۱۲ منتشر شد.

## بازیگران
- دانیل خیمنس کاچو
- رامون بارئا
- اینما کوئستا
- آنخلا مولینا
- ماریبل وردو
- ماکارنا گارسیا
- جوزپ ماریا پو
- ایتسیار کاسترو
- پِرِه پونسه
- امیلیو گاویرا